# Avellopsis
Avellopsis is een spinnengeslacht uit de familie Deinopidae.

## Soorten
- Avellopsis capensis Purcell, 1904